# Hylaeus longimaculus
Hylaeus longimaculus là một loài Hymenoptera trong họ Colletidae. Loài này được Alfken mô tả khoa học năm 1936.

## Hình ảnh

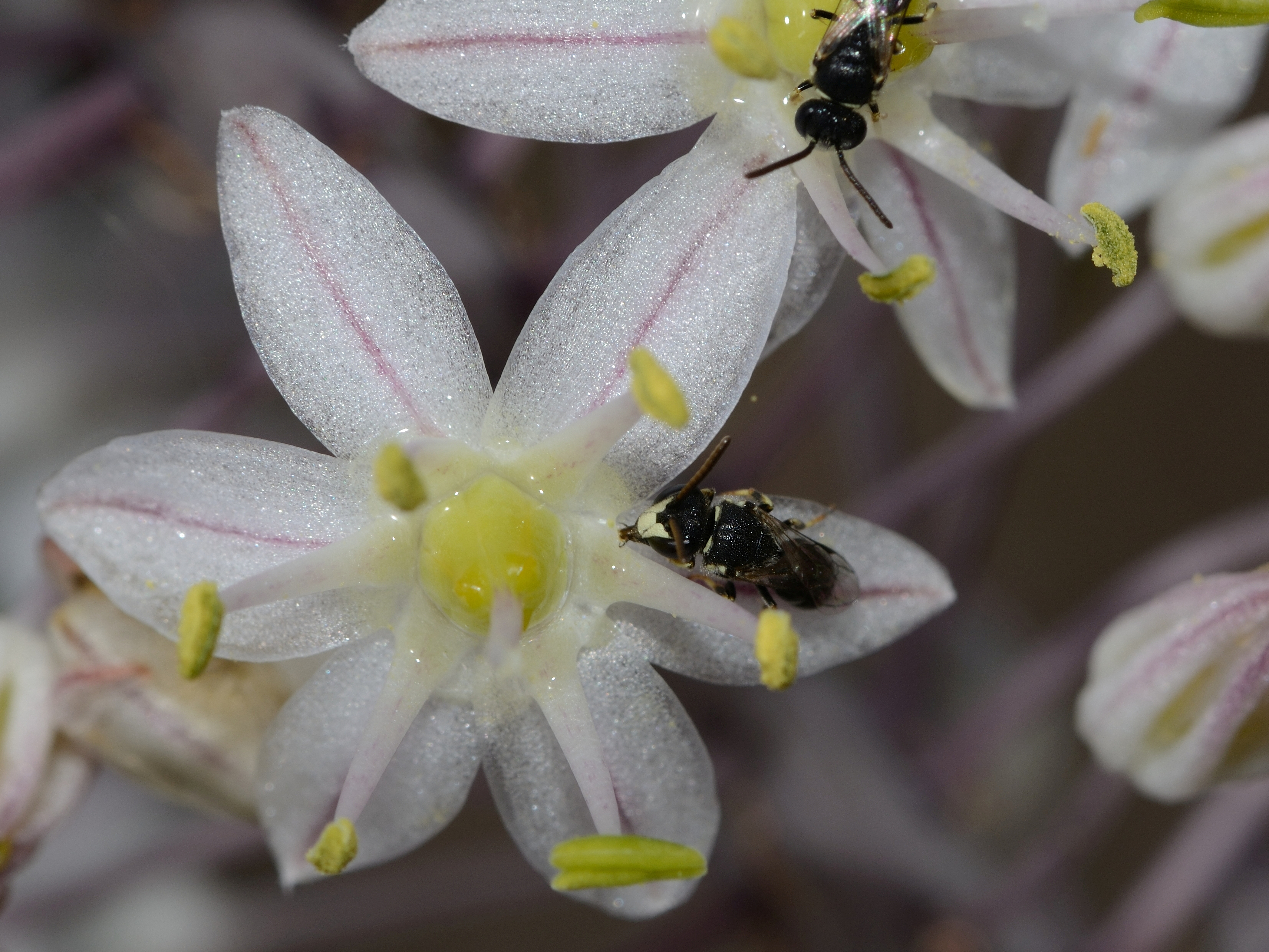
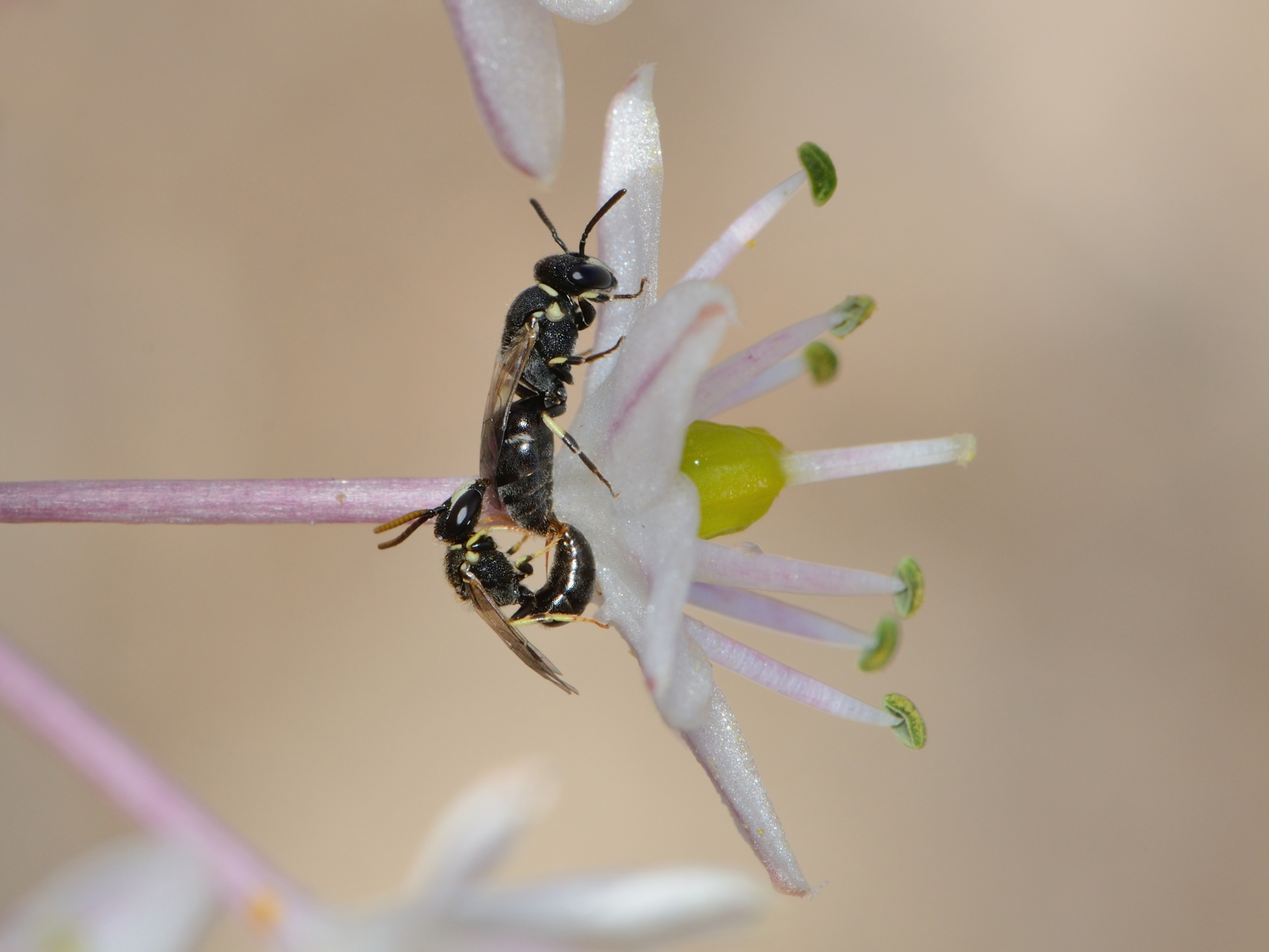
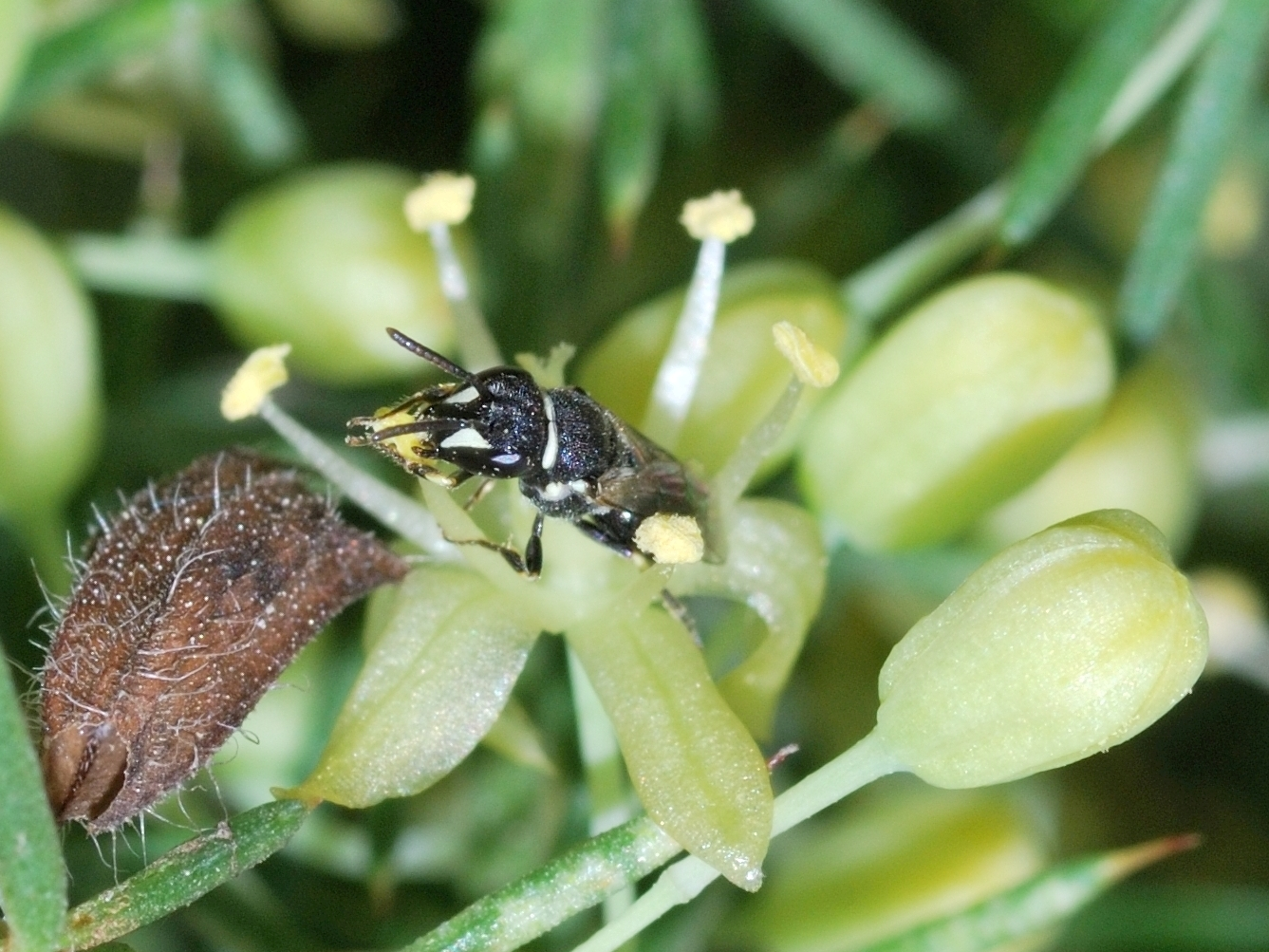